# Economia da Finlândia
A Finlândia possui uma economia de mercado altamente industrializada, com produção per capita maior que a do Reino Unido, França, Alemanha e Itália. O padrão de vida finlandês é elevado. O setor chave de sua economia é a indústria - principalmente madeireira, metalurgia, engenharia, telecomunicações (destaque para a Nokia) e produtos eletrônicos. O comércio externo é importante, representando cerca de 1/3 do PIB. Com exceção de madeira e de vários minérios, a Finlândia depende de importações de matérias primas, energia, e alguns componentes de bens manufaturados.
Por causa do clima rigoroso, o desenvolvimento da agricultura é limitado a produtos básicos de subsistência. A exploração madeireira, uma importante fonte de renda, fornece um segundo trabalho para a população rural.
O processo de rápida integração à Europa Ocidental - a Finlândia foi um dos 11 países que aderiram ao Euro - dominará o cenário dos próximos anos. O crescimento do país foi fraco em 2002 e se reduziu novamente em 2003 devido à depressão global.
O país é o quarto no ranking de competitividade do Fórum Econômico Mundial.

## Comércio exterior
Em 2020, o país foi o 41º maior exportador do mundo (US $ 73,3 bilhões, 0,4% do total mundial). Na soma de bens e serviços exportados, chega a US $ 107,4 bilhões, ficando em 36º lugar mundial. Já nas importações, em 2019, foi o 43º maior importador do mundo: US $ 73,5 bilhões.

## Setor primário

### Agricultura
A Finlândia produziu, em 2018:
- 1,3 milhão de toneladas de cevada;
- 818 mil toneladas de aveia (9º maior produtor do mundo);
- 600 mil toneladas de batata;
- 494 mil toneladas de trigo;
- 355 mil toneladas de beterraba, que serve para produzir açúcar e etanol;
- 70 mil toneladas de colza;
- 67 mil toneladas de cenoura;
- 55 mil toneladas de pepino;
- 42 mil toneladas de centeio;
- 39 mil toneladas de tomate;

Além de produções menores de outros produtos agrícolas.

### Pecuária
Na pecuária, a Finlândia produziu, em 2019, 2,3 bilhões de litros de leite de vaca, 168 mil toneladas de carne suína, 130 mil toneladas de carne de frango, 87 mil toneladas de carne bovina, entre outros.

## Setor secundário

### Indústria
O Banco Mundial lista os principais países produtores a cada ano, com base no valor total da produção. Pela lista de 2019, a Finlândia tinha a 44ª indústria mais valiosa do mundo (US $ 39,6 bilhões).
Em 2019, a Finlândia era o 38ª maior produtor de veículos do mundo (114 mil) e o 37ª maior produtor de aço (3,5 milhões de toneladas). O país também era o 7º maior produtor mundial de papel em 2019.

### Energia
Nas energias não-renováveis, em 2020, o país não produzia petróleo. Em 2019, o país consumia 193 mil barris/dia (57º maior consumidor do mundo). O país foi o 31º maior importador de petróleo do mundo em 2013 (236 mil barris/dia). Em 2020, o país quase não produzia gás natural. Em 2010 a Finlândia era a 33ª maior importadora de gás do mundo (4,7 bilhões de m³ ao ano). O país também não produz carvão.  Em 2019, a Finlândia tinha 4 usinas atômicas em seu território, com uma potência instalada de 2,7 GW.
Nas energias renováveis, em 2020, a Finlândia era o 28º maior produtor de energia eólica do mundo, com 2,4 GW de potência instalada, e o 51º maior produtor de energia solar do mundo, com 0,3 GW de potência instalada.

### Mineração
Em 2019, o país era o 5º maior produtor mundial de cromo, o 17º maior produtor mundial de enxofre e o 20º maior produtor mundial de fosfato
Recursos Naturais
Existem alguns recursos de urânio na Finlândia, mas até o momento nenhum depósito comercialmente viável foi identificado para a mineração exclusiva de urânio.
- Ouro
- Prata
- Urânio
- Madeira
- Minério de Ferro
- Cobre
- Zinco
- Níquel
- Calcário

## Setor terciário

### Turismo
Em 2018, o país recebeu 3,2 milhões de turistas internacionais. As receitas do turismo, neste ano, foram de US $ 3,6 bilhões.

### Comunicação
Código Postal
- Código Postal: 5 dígitos

Telefone
- Linhas telefônicas: 2.548.000

Celular
- Linhas telefônicas móveis: 5.000.000+
- Freqüencia do celular
  - GSM 900
  - GSM 1800
  - UMTS 2100
- Tecnologia do Celular
  - GSM
  - GPRS
  - EDGE
  - UMTS